# Jeux olympiques d'été de 1932
Pour les articles homonymes, voir Jeux olympiques de Los Angeles et Jeux olympiques de 1932.

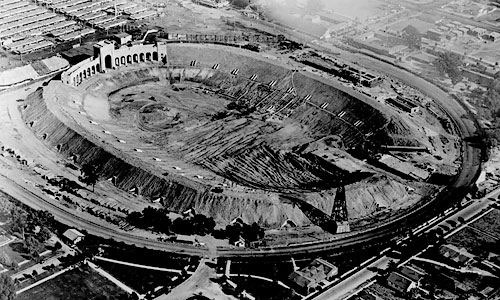
Le Coliseum en construction en 1922.

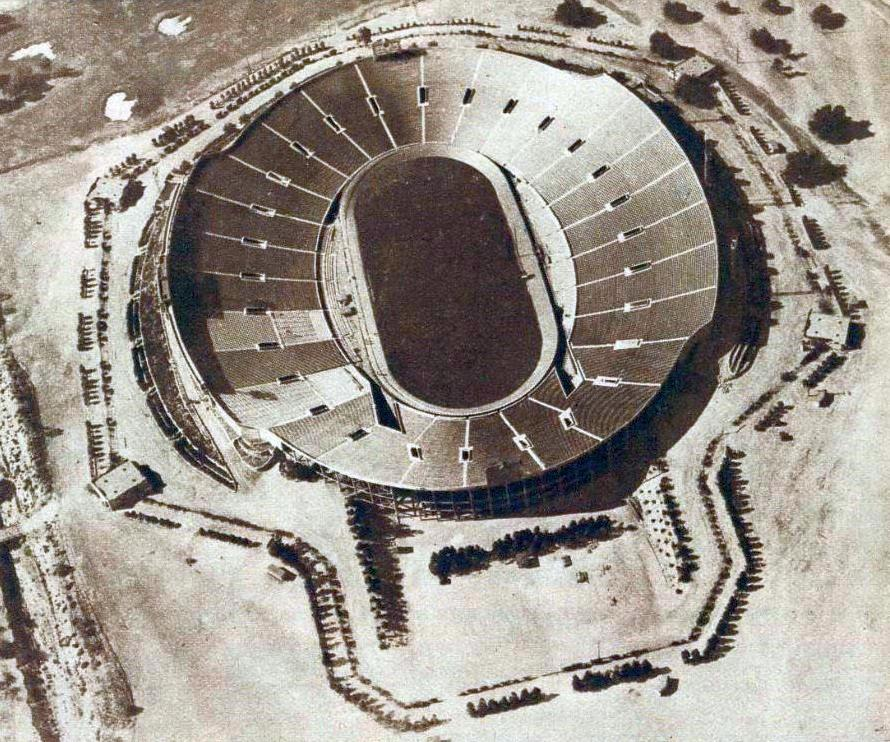
Le stade olympique de Pasadena en 1932 (86 000 spectateurs, avec autour du terrain la piste cyclable à virages relevés).

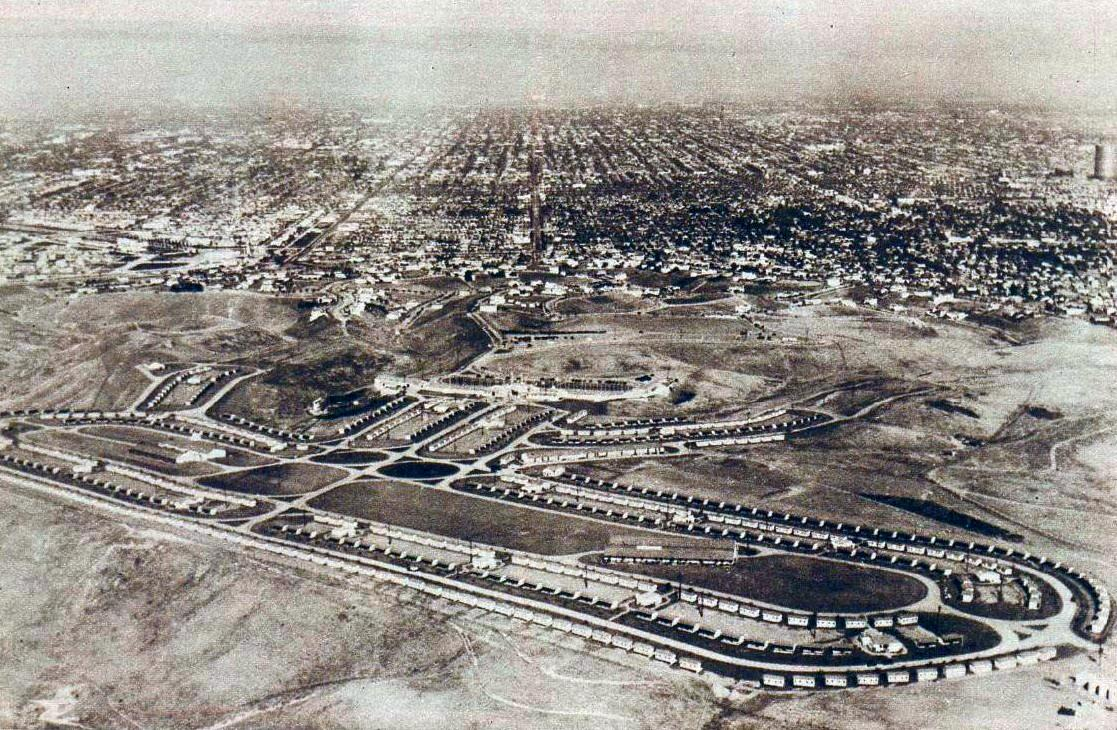
Le village olympique des JO de 1932, à Los Angeles.

Les Jeux olympiques d'été de 1932, Jeux de la Xe olympiade de l'ère moderne, ont été célébrés à Los Angeles, aux États-Unis du 30 juillet au 14 août 1932. Pour la deuxième fois de l'histoire, les olympiades se déroulent dans une ville américaine après Saint-Louis en 1904. Los Angeles fut désignée ville hôte en avril 1923 par le Comité international olympique, aucune autre ville n'était candidate.
Les États-Unis traversent une crise économique sans précédent à la suite du krach boursier de 1929. Près de quinze millions d'Américains sont à la recherche d'un emploi. Les Jeux olympiques ne sont par conséquent qu'une diversion dans une Amérique non encore redressée par le New Deal.
Trente-sept nations et 1 332 athlètes (dont 126 femmes) prirent part à 117 épreuves dans 14 sports. Il y eut moitié moins de participants qu'aux Jeux de 1928 en raison de l'éloignement et des coûts élevés pour se rendre en Californie.

## Nouveautés
Pour la première fois, la durée des Jeux est de 16 jours, à la différence des éditions précédentes qui s'étalaient sur plusieurs semaines. Par ailleurs, le cérémonial de remise de médailles aux athlètes sur un podium est introduit lors de ces Jeux de Los Angeles. La cérémonie des médailles est désormais effectuée après les épreuves sur le lieu même de la compétition et comprend le podium du tiercé, le lever des drapeaux et l'écoute des hymnes nationaux.
L'autre nouveauté apparue durant ces Jeux de 1932 fut l'utilisation officielle du chronométrage au 1/100e de seconde. Les juges en firent usage dès la finale du 100 m afin de départager les américains Eddie Tolan et Ralph Metcalfe pour 5/100e de seconde.
Enfin, afin de limiter la domination sans partage de certaines nations, le Comité international olympique décida de limiter à trois le nombre de concurrents par pays dans chaque épreuve.

## Organisation

### Sites des compétitions
Les athlètes masculins furent hébergés dans un village olympique unique, alors que les femmes furent installées à l'hôtel. Le village olympique, bâti au sud de Los Angeles, était composé de 700 petites maisons préfabriquées. Il fut surveillé jour et nuit par des policiers à cheval.
Parc olympique
- Le stade olympique (Los Angeles Memorial Coliseum) fut construit en 1920, sa capacité étant portée à 105 000 places. Il accueillit les cérémonies d'ouverture et de clôture, ainsi que les épreuves d'athlétisme, de gymnastique et de hockey sur gazon ;
- Swimming Stadium (10 000 places) : natation, plongeon, water polo ;
- Fencing Stadium, State Armory (1 800 places) : escrime.

Los Angeles
- Olympic Auditorium : (10 000 places) : boxe, lutte, haltérophilie ;
- Un stade équestre d'une capacité de 9 500 places fut spécialement conçu pour l'évènement : l'Equestrian Stadium situé au Riviera Country Club à Pacific Palisades ;
- Shooting Stadium, Los Angeles Police Pistol Range : tir.

À l'extérieur de Los Angeles
- Long Beach Marine Stadium, Long Beach (17 000 places) : aviron ;
- Le stade de football américain du Rose Bowl de Pasadena (85 000 places) fut transformé en vélodrome (Cycling Stadium) ;
- Port de Los Angeles : voile.

### Cérémonie d'ouverture
Le 31 juillet 1932, cent mille personnes assistèrent à la cérémonie d'ouverture des Jeux de Los Angeles. Les organisateurs voulurent offrir aux spectateurs une cérémonie grandiose et festive. Près de 3 000 chanteurs et musiciens se produisirent dans le stade olympique sous les yeux de stars hollywoodiennes telles Gary Cooper, Charlie Chaplin ou Buster Keaton venues en voisins.
Charles Curtis, vice-président des États-Unis, déclara officiellement l'ouverture de ces Jeux olympiques sous les yeux du comte Henri de Baillet-Latour, président du Comité international olympique. Parmi les autres spectateurs du Los Angeles Memorial Coliseum figurèrent le Finlandais Paavo Nurmi et le Français Jules Ladoumègue, interdits de compétitions pour cause de professionnalisme.
Afin d'éviter tout incident pendant le défilé, le comité d'organisation décida d'intercaler la délégation britannique entre celles de la France et de l'Allemagne.

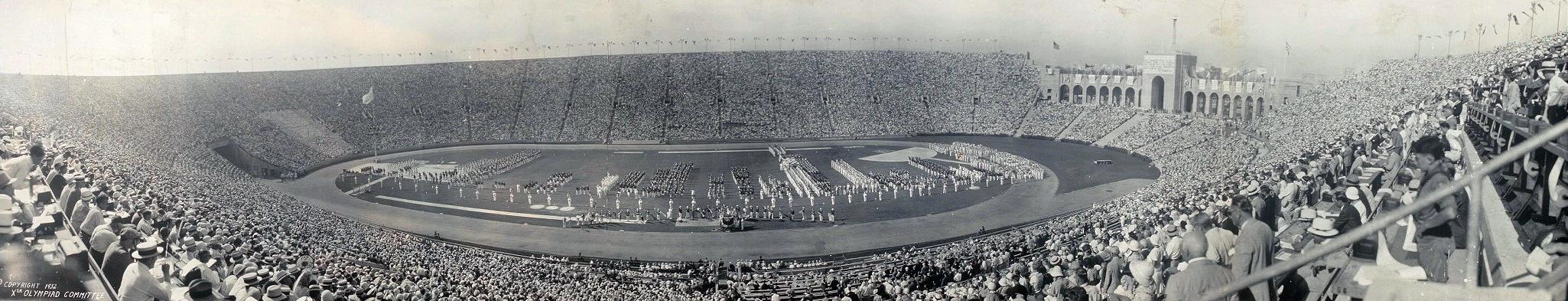
La cérémonie d'ouverture des Jeux de Los Angeles en 1932.

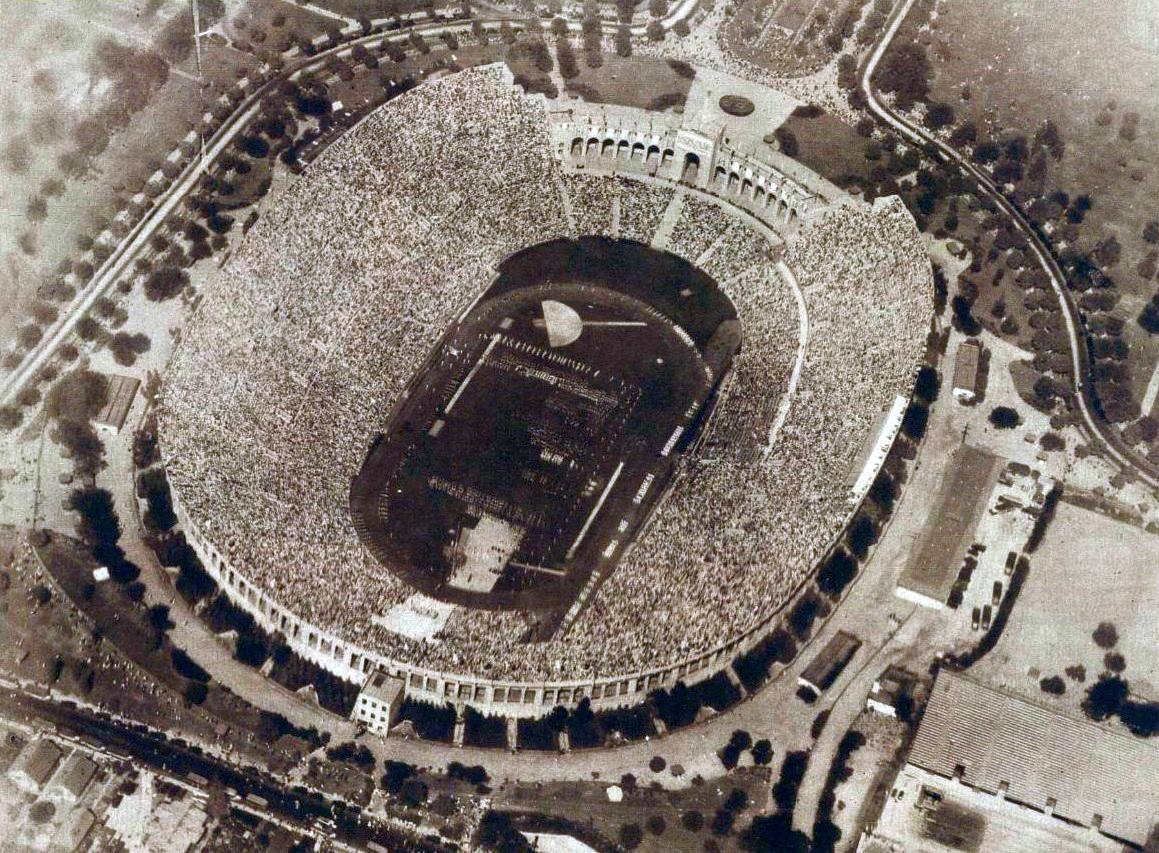
Vue aérienne de la cérémonie.

## Nations participantes

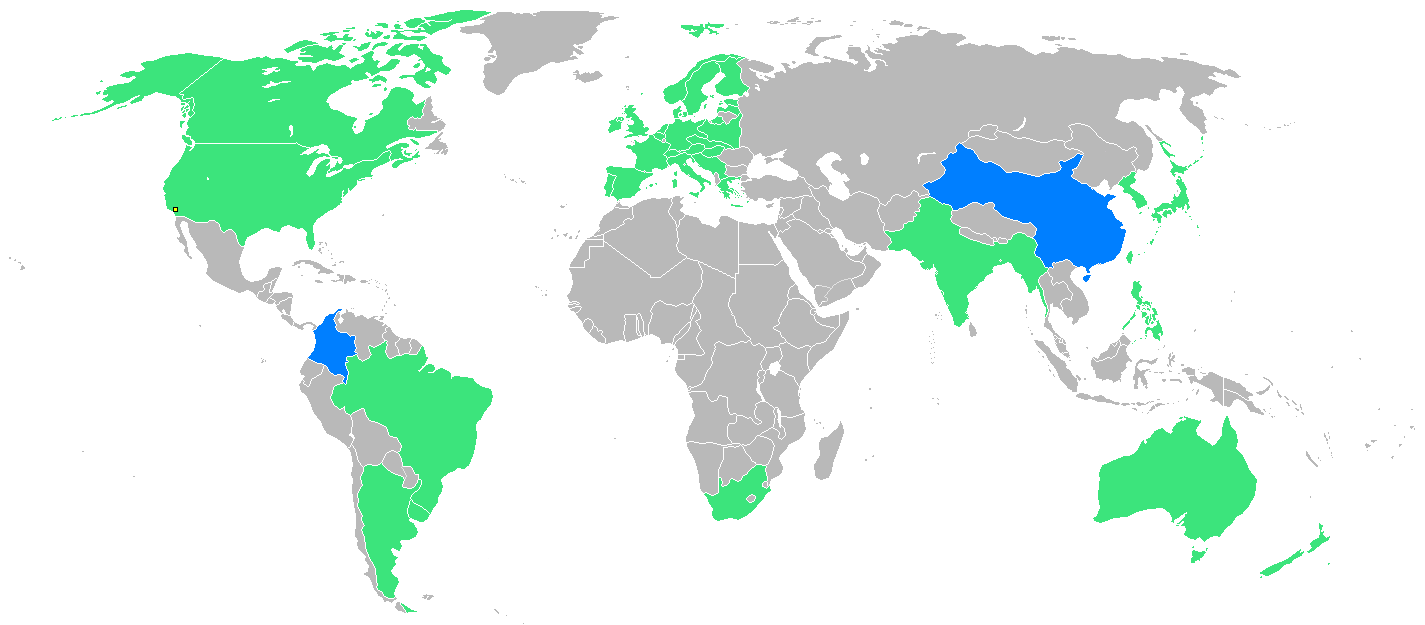
Pays participants en 1932.
Pays participant pour la première fois.
Pays ayant déjà participé.

En raison des frais de déplacements élevés, 37 nations seulement participent à ces Jeux de Los Angeles. Deux d'entre elles apparaissent pour la première fois : la Colombie et la République de Chine.
Les délégations européennes arrivent sur les lieux après un long périple. L'équipe de France quitta le port du Havre le 4 juillet 1932 pour gagner New York sept jours plus tard. Après une halte à Washington de 48 heures, elle traversa les États-Unis en train sous une forte chaleur. Le voyage aura duré 16 jours au total.
| Afrique              | Amériques | Asie                                                                  | Europe | Océanie                                  |
| - Afrique du Sud 12) | - Argentine (33) - Brésil (67) - Canada (102) - Colombie (1) - États-Unis (474) - Haïti (2) - Mexique (73) - Uruguay (1) | - République de Chine (1) - Inde (19) - Japon (131) - Philippines (8) | - Allemagne (144) - Autriche (19) - Belgique (36) - Danemark (43) - Espagne (7) - Estonie (2) - Finlande (40) - France (65) - Grèce (10) - Hongrie (58) - Irlande (16) - Italie (102) - Lettonie (2) - Norvège (5) - Pays-Bas (45) - Pologne (20) - Portugal (6) - Grande-Bretagne (108) - Suède (81) - Suisse (5) - Tchécoslovaquie (7) - Yougoslavie (1) | - Australie (13) - Nouvelle-Zélande (21) |
| 1 pays               | 8 pays | 4 pays                                                                | 22 pays | 2 pays                                   |

## Compétition

### Sports et résultats

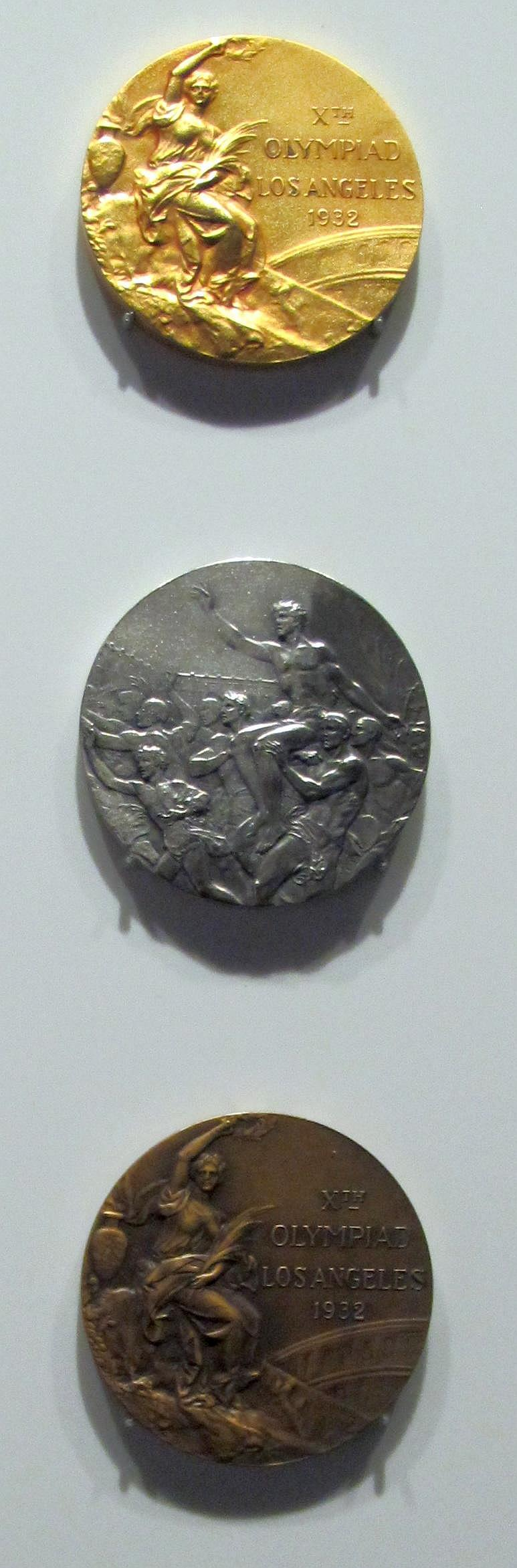
Médailles des olympiades de Los Angeles 1932.

14 sports et 117 épreuves composent le programme des Jeux olympiques de 1932. Le tir fait son retour aux Jeux après huit ans d'absence. Le football américain est disputé pour son unique fois aux Jeux olympiques, mais en tant que sport de démonstration.
- Athlétisme (29)
- Aviron (7)
- Boxe (8)
- Cyclisme (6)
- Équitation (5)
- Escrime (7)
- Gymnastique (11)
- Haltérophilie (5)
- Hockey sur gazon (1)
- Lutte (14)
- Pentathlon moderne (1)
- Sports aquatiques
 Natation (11)
 Plongeon (4)
 Water-polo (1)
- Tir (2)
- Voile (4)

### Faits marquants

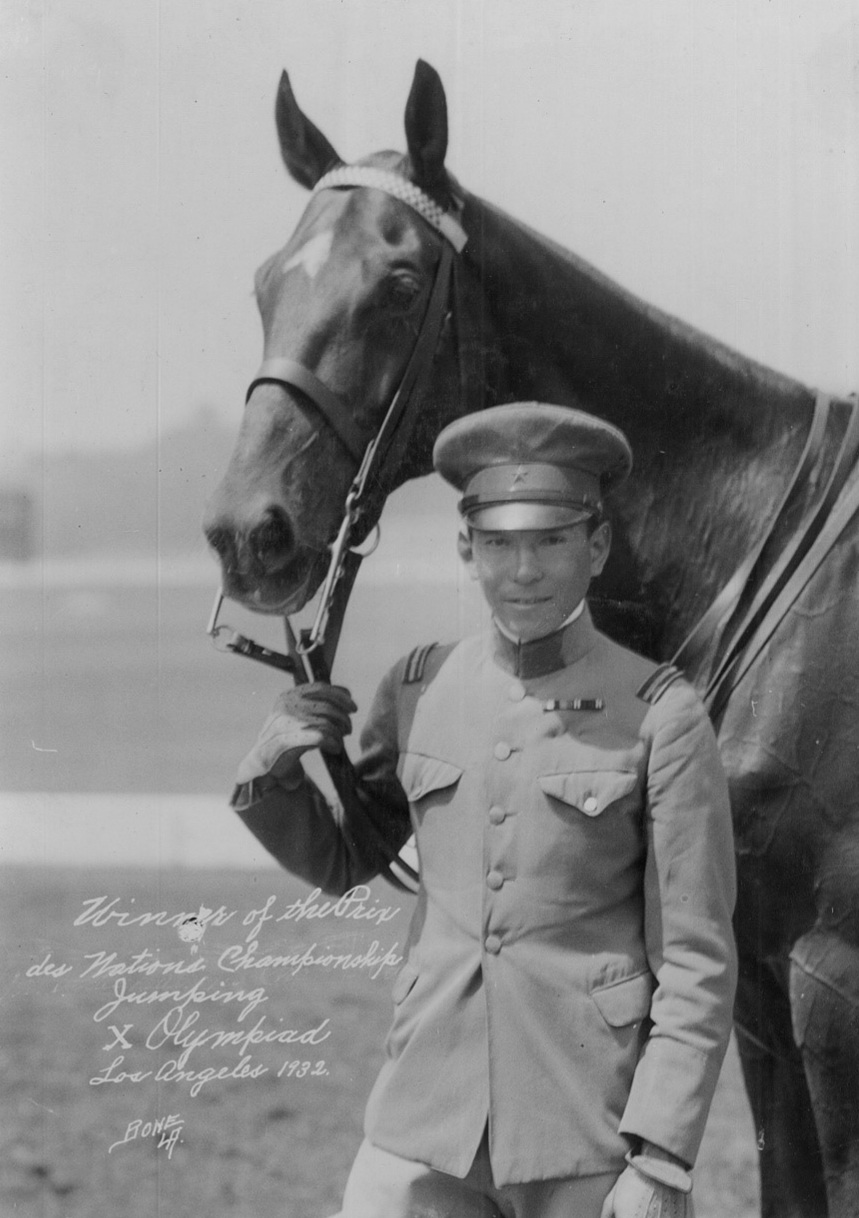
Le lieutenant japonais Takeichi Nishi.

- En athlétisme, l'américaine Mildred Didrickson[2] remporte les médailles d'or du lancer du javelot, de la course des haies et se classe deuxième au saut en hauteur. Alors que les sprinteurs afro-américains remportent toutes les épreuves, la délégation irlandaise composée de trois athlètes repart de ces Jeux avec deux médailles d'or avec Robert Tisdall (400m haies) et Patrick O'Callaghan (marteau).
- En natation masculine, les Japonais gagnent quatre des cinq titres individuels. Kusuo Kitamura, âgé de 14 ans, remporte le 1 500 m nage libre et devient le plus jeune concurrent, tous sports confondus, à gagner une médaille d'or dans une épreuve individuelle. Helene Madison[3], nageuse américaine, remporte l'or en 100, 4 × 100 et 400 mètres nage libre. Buster Crabbe remporte le 400 mètres nage libre avant d'incarner Flash Gordon et de jouer dans de nombreux serials et séries B.
- Judy Guinness fait preuve d'un fair-play remarquable : l'escrimeuse britannique abandonna ses espoirs d’une médaille d'or après avoir fait remarquer aux officiels qu’elle avait constaté en finale que son adversaire l'Autrichienne Ellen Müller-Preis l’avait touchée à deux reprises.
- Takeichi Nishi, officier de l'armée impériale japonaise, remporte la médaille d’or au saut d'obstacles individuel.
- Le suédois Ivar Johansson remporte les médailles olympiques en lutte libre et en gréco-romaine.

| Athlète           | Pays       | Sport       | Médaille d'or, Jeux olympiques | Médaille d'argent, Jeux olympiques | Médaille de bronze, Jeux olympiques | Total |
| Helene Madison    | États-Unis | Natation    | 3                              | 0                                  | 0                                   | 3     |
| Romeo Neri        | Italie     | Gymnastique | 3                              | 0                                  | 0                                   | 3     |
| Istvan Pelle      | Hongrie    | Gymnastique | 2                              | 2                                  | 0                                   | 4     |
| Mildred Didrikson | États-Unis | Athlétisme  | 2                              | 1                                  | 0                                   | 3     |

## Tableau des médailles

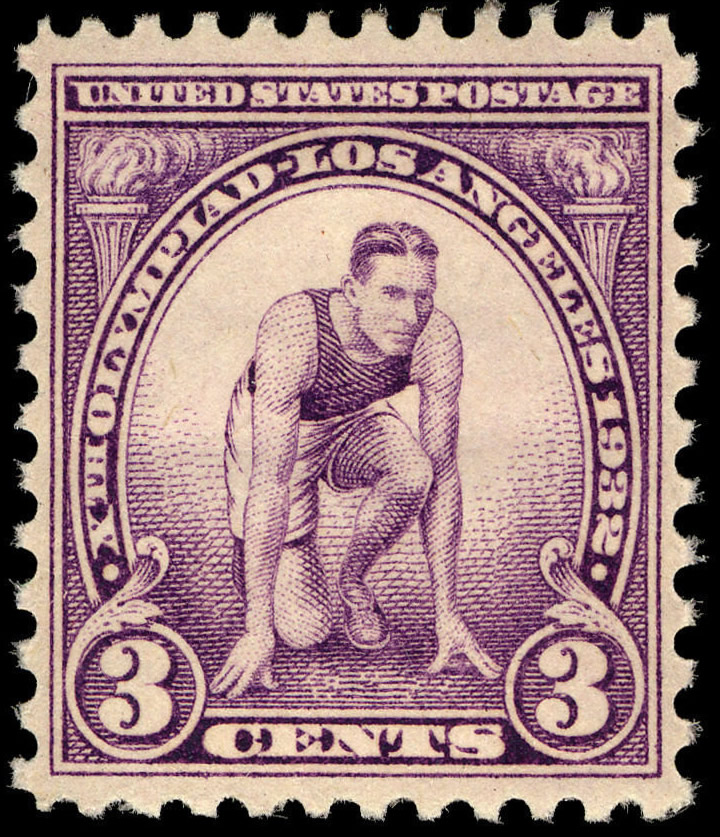
Timbres officiels, 3c..

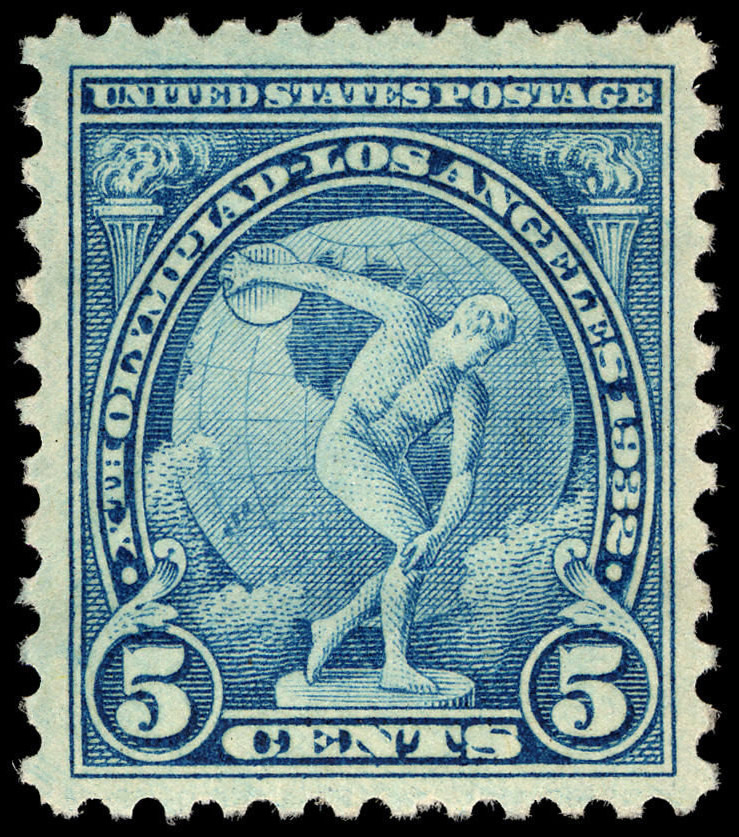
Timbres officiels, 5c..

| Rang  | Pays               | Médaille d'or, Jeux olympiques | Médaille d'argent, Jeux olympiques | Médaille de bronze, Jeux olympiques | Total |
| 1     | États-Unis         | 41                             | 32                                 | 30                                  | 103   |
| 2     | Italie             | 12                             | 12                                 | 12                                  | 36    |
| 3     | France             | 10                             | 5                                  | 4                                   | 19    |
| 4     | Suède              | 9                              | 5                                  | 9                                   | 23    |
| 5     | Japon              | 7                              | 7                                  | 4                                   | 18    |
| 6     | Hongrie            | 6                              | 4                                  | 5                                   | 15    |
| 7     | Finlande           | 5                              | 8                                  | 12                                  | 25    |
| 8     | Grande-Bretagne    | 4                              | 7                                  | 5                                   | 16    |
| 9     | Allemagne          | 3                              | 12                                 | 5                                   | 20    |
| 10    | Australie          | 3                              | 1                                  | 1                                   | 5     |
| 11    | Argentine          | 3                              | 1                                  | 0                                   | 4     |
| 12    | Canada             | 2                              | 5                                  | 8                                   | 15    |
| 13    | Pays-Bas           | 2                              | 5                                  | 0                                   | 7     |
| 14    | Pologne            | 2                              | 1                                  | 4                                   | 7     |
| 15    | Afrique du Sud     | 2                              | 0                                  | 3                                   | 5     |
| 16    | Irlande            | 2                              | 0                                  | 0                                   | 2     |
| 17    | Tchécoslovaquie    | 1                              | 2                                  | 1                                   | 4     |
| 18    | Autriche           | 1                              | 1                                  | 3                                   | 5     |
| 19    | Indes Britanniques | 1                              | 0                                  | 0                                   | 1     |
| 20    | Danemark           | 0                              | 3                                  | 3                                   | 6     |
| 21    | Mexique            | 0                              | 2                                  | 0                                   | 2     |
| 22    | Nouvelle-Zélande   | 0                              | 1                                  | 0                                   | 1     |
| 22    | Lettonie           | 0                              | 1                                  | 0                                   | 1     |
| 22    | Suisse             | 0                              | 1                                  | 0                                   | 1     |
| 25    | Philippines        | 0                              | 0                                  | 3                                   | 3     |
| 26    | Espagne            | 0                              | 0                                  | 1                                   | 1     |
| 26    | Uruguay            | 0                              | 0                                  | 1                                   | 1     |
| Total | Total              | 116                            | 116                                | 114                                 | 346   |

## Dans les arts et la culture populaire

### Filmographie

#### Cinéma
- 1932 : Folies olympiques, film américain réalisé par Edward F. Cline.
- 1933 : Der Läufer von Marathon, film allemand réalisé par Ewald André Dupont.
- 1934 : L’École de la beauté d'Erle C. Kenton.